# Іршиця
Ірши́ця — дві річки в Україні, в межах Хорошівського району Житомирської області. Ліві притоки річки Ірша (басейн Дніпра).
Річки займають важливе місце в розвитку та веденню господарства. Тут присутні численні види риб, околиці населяють різноманітні тварини.

## Іршиця І (верхня)
Іршиця І бере початок на південь від села Зубринка, на висоті близько 210 метрів. Протікає через ряд сіл і в районі села Волянщина впадає в Іршу. Довжина першої річки — 20 км.

## Іршиця ІІ (нижня)
Іршиця ІІ бере початок у болотистих місцях між селами Мар'янівка та Курганці, на висоті близько 220 метрів. Протікає через села Крук, Краївщина, Рудня-Гацьківка і в районі села Ягодинка впадає в Іршу. Довжина другої річки — 24 км.
Притоки Іршиці ІІ:
- Шадура  — права притока у Хорошівській селищній громаді Житомирського району Житомирської області. Бере початок на південно-західній околиці села Шадура. Спочатку тече на південний схід, проти села Гайки повертає на північний схід. Далі тече через Катеринівку і у Закомірні впадає у річку Іршицю другу.[3]
- ліві — Капля, Глибочок.